# 平富恵
平 富恵（たいら よしえ）は日本のフラメンコダンサー。平富恵スペイン舞踊団芸術監督。スペイン舞踊家。振付家・演出家。

## 人物・経歴
- 1988年 小松原庸子スペイン舞踊研究所に入門。
- 1997年 スペイン留学 マティルデ・コラル、ミラグロス・メンヒバルなど著名アーティストに師事。帰国後も、ローラ・グレコやマリベル・ガジャルド、ホアン・オガジャ他多数の一流アーティストに学ぶ。
- 1998年 平富恵スペイン舞踊研究所設立。
- 2002年3月 スペイン舞踊振興マルワ財団主催 第1回CAFフラメンココンクールにおいて優勝。
- 2003年8月 第43回カンテ・ デ・ラス・ミナス国際フェスティバル フラメンココンクールにおいて、日本人初のセミファイナリスト進出。スペイン各紙で高評価を得る。審査委員長特別賞受賞。
- 2005年 愛知万博オープニング、7月両公演に参加。
- 2005年10月 BS-iドキュメンタリーTV番組「超人〜ビルトォーソ」放映。人気アーティストのミュージックビデオやTVCM、雑誌、ラジオ出演など多方面活躍。
- 2009年 平富恵スペイン舞踊団結成。劇場公演「El Sueno」シリーズを開催。
- 2010年「El SuenoⅡ」にて、平成22年度（第65回）芸術祭賞受賞。舞踊家のほか振付家・演出家としても評価される。
- 2008～2012年 江崎グリコZEPPINカレーCMキャラクターを務める。
- 2017年 藤原歌劇団オペラ「カルメン」に招かれ振付・出演。
- 2018年 現代舞踊協会制定第18回河上鈴子スペイン舞踊賞受賞。異例の2作同時受賞。「RyojinHisho 〜梁塵秘抄の世界〜」（2016）、「Hokusai Flamenco Fantasy〜葛飾北斎の浮世絵世界〜」（2017）
- 2018年「日本全国芝居小屋 × フラメンコプロジェクト」熊本八千代座公演実施。
- 2022年 劇場公演「FLAMENCO」が、日本照明家協会賞受賞作品となる。
- 2015～2024年 文化庁「文化芸術による子供の育成事業（巡回公演事業）」にフラメンコ関連団体として、唯一選出され、全国各地の小中学校にて、フラメンコやスペイン舞踊の普及活動に貢献する。

千代田区にて平富恵スペイン舞踊研究所を開設し、後進の指導にあたる。

## 主な作品
- エル・スエニョ〜夢〜（2009.10.13/草月ホール）
- エル・スエニョⅡ〜夢〜（2010.11.19/草月ホール）
- エル・スエニョⅢ〜夢〜（2011.11.9/草月ホール）
- エル・スエニョⅣ〜夢〜（2012.10.28/日本橋三井ホール）
- SHANBHALA MOONシャンバラムーン（2013.11.1,2/イイノホール）
- Zodiacゾディアック〜星は語る〜（2014.11.6,7/日経ホール）
- 真夏の夜の夢　A MIDSUMMER NIGHT'S DREAM（2015.11.6,7日経ホール）
- FLAMENCO FLAMENCO（2015.11.6,7日経ホール）
- RyojinHisho〜梁塵秘抄の世界〜（2016.10.14,15セルリアンタワー能楽堂）
- Hokusai Flamenco Fantasy〜葛飾北斎の浮世絵世界〜（2017.10.11,12/日本橋公会堂）
- 愛の賛歌〜フラメンコで奏でる愛と人生の組曲〜（2018.10.18,19/日本橋公会堂）
- 夢、フラメンコの粋と情熱（2018.11.17/熊本八千代座）
- The Clasicoザ・クラシコ〜フラメンコの礎、スペイン舞踊のエレガンス〜（2019.11.1,2草月ホール）
- フラメンコ・ボレロ（2021.12.24-2022.1.10オンライン限定配信公演)
- RyojinHisho2022〜梁塵秘抄の世界〜（2022.3.11,12 セルリアンタワー能楽堂）
- FLAMENCO The New World of Passion（2022.12.27 東京芸術劇場プレイハウス）
- FLAMENCO ALEGRIAS〜生きる喜び〜（2023.11.25 日経ホール）

## カテゴリー
- フラメンコ
- スペイン舞踊